# The Turn of a Friendly Card
The Turn of a Friendly Card — пятый студийный альбом английской арт-рок-группы The Alan Parsons Project, выпущенный в 1980 году.

## Об альбоме
Альбом из шести композиций сфокусирован на азартных играх и в вольной форме повествует о человеке, опьянённом азартом игры и ставящим на кон всё, что он имеет, чтобы в конечном счёте остаться ни с чем. Содержание альбома подчеркнуто его узнаваемой обложкой с изображением стилизованной под церковный витраж карты бубнового короля, что также наводит на мысли о возведении азартной игры в ранг религии. Кроме того, эта стилизация перекликается с отголосками музыкальной стилистики средневековья, встречающимися в композициях альбома.
Композиция «Time» стала первой композицией The Alan Parsons Project, в которой Эрик Вулфсон предстал в роли лидирующего вокалиста. Последняя композиция, собственно «The Turn of a Friendly Card», давшая альбому название, представляет собой нечто вроде сюиты из пяти композиций. В некоторых изданиях альбома эти композиции приводятся по отдельности.
В 1980 году альбом поднялся до 13-го места в списке The Billboard Top LPs & Tape и до 38-го в списке UK Albums Chart.

## The Turn of a Friendly Cardв СССР
Композиции «Games People Play» (название переведено как «Людские игры»), а также «Time» присутствовали на изданном в СССР в 1986 году альбоме-компиляции The Best of Alan Parsons Project, где название альбома было переведено как «Если повезёт в картах». Под этим именем альбом и стал известен в СССР, хотя никогда и не издавался полностью.

## Список композиций
Все композиции написаны Аланом Парсонсом и Эриком Вулфсоном.
Сторона «А»
1. «May Be a Price to Pay» (4:58)
2. «Games People Play» (4:22)
3. «Time» (5:04)
4. «I Don’t Wanna Go Home» (5:03)
5. «The Gold Bug» (instrumental) (4:34)

Сторона «Б»
1. «The Turn of a Friendly Card» (сюита в пяти частях) (16:24)
  1. «The Turn of a Friendly Card (Part One)» (2:44)
  2. «Snake Eyes» (3:14)
  3. «The Ace of Swords» (instrumental) (2:57)
  4. «Nothing Left to Lose» (4:07)
  5. «The Turn of a Friendly Card (Part Two)» (3:22)

### The Turn of a Friendly Card Expanded Edition
В начале 2008 года Алан Парсонс и Эрик Вулфсон переиздали альбом в версии Expanded edition. Кроме детальной цифровой реставрации оригинальных композиций, в альбом также включено семь дополнительных треков, а именно:
1. «May Be a Price to Pay» (intro/demo) — ранние электронные вариации на тему первой композиции альбома.
2. «Nothing Left to Lose» (basic backing track) — инструментальная «минусовка» с преобладанием клавишных и без аккордеонной вставки в центре.
3. «Nothing Left to Lose» (Chris Rainbow overdub compilation) — инсолированный бэк-вокал Криса Реинбоу.
4. «Nothing Left to Lose» (early studio version with Eric’s guide vocal) — ранний вариант студийной записи, уже с вокалом Вулфсона, но все ещё без аккордеона.
5. «Time» (early studio attempt) — ранние наброски вещи на синтезаторах.
6. «Games People Play» (rough mix) — ранняя студийная запись.
7. «The Gold Bug» (demo) — вариации на тему композиции с применением старого немецкого пианино с демпированными струнами (!). Этот натуральный звук, обычно принимаемый за синтезатор, присутствует и в окончательной версии «The Gold Bug».

Интересно, что в этом издании альбома сюита «The Turn of a Friendly Card» записана раздельно. Буклет альбома лишился текстов композиций, но зато был дополнен объёмной информацией об альбоме от Парсонса и Вулфсона и рядом фотографий.

### 35th Anniversary Edition
В 2015 году альбом был издан на 2 CD, включая домашние репетиции Эрика Вулфсона и предварительные версии практически всех композиций с альбома.

## Персонал
- Стюарт Эллиотт — барабаны, перкуссия

- Дэвид Пэтон[англ.] — бас-гитара

- Иэн Бэрнсон[англ.] — электро-, акустическая и классическая гитары; педальная слайд-гитара в "Time"

- Эрик Вулфсон — клавишные, фортепиано, клавесин, ведущий вокал

- Алан Парсонс — проектрон в "Games People Play", свист и щелчки пальцами в "The Gold Bug", клавинет[англ.] в "The Gold Bug" и "The Ace of Swords", клавесин в "The Ace of Swords", дополнительный вокал в "Time"

- Крис Рэйнбоу[англ.] — ведущий и бэк-вокал

- Дэйв Терри (также известен как Элмер Гантри) — ведущий вокал

- Ленни Закатек[англ.] — ведущий и бэк-вокал

- Филармония (оркестр), аранжировщик и дирижер Эндрю Пауэлл

Продюсер и звукорежиссёр Алан Парсонс
Исполнительный продюсер: Эрик Вулфсон
Консультант по мастерингу: Крис Блэр
Концепция обложки: Godley & Creme
- Ted Jensen[англ.] Original LP UK & US Pressings

## Позиции в хит-парадах
Годовые чарты:
| Хит-парад (1981)                   | Позиция |
| ---------------------------------- | ------- |
| ФРГ (Top 100 Album-Jahrescharts)   | 8       |
| США (Billboard Top Popular Albums) | 11      |